# Alecta Fastigheter
Alecta Fastigheter AB är ett av Sveriges största fastighetsbolag värderat till ca 45 miljarder kronor (2020).

## Bakgrund
Företaget bildades på våren 2020 av Alecta för att på ett bättre sätt kunna utveckla deras svenska fastighetsinnehav. Därmed påbörjades processen varvid fastigheter som legat på extern förvaltning plockades hem och löpande införlivades i Alecta Fastigheters egen fastighetsförvaltning.
Vid bildandet av bolaget 2020 angavs värdet på fastigheterna till ca 45 miljarder svenska kronor, vilket gör det till ett av Sveriges största fastighetsbolag.